# Paloma (nombre)
Paloma El nombre femenino de Paloma tiene origen latino (Palumba). El significado de Paloma es el de ‘pichón salvaje’.
En la antigua Grecia era un ave sagrada ya que se consideraba que la Diosa Venus se transformaba en paloma de vez en cuando. 

## Variantes
- Palma
- Loma

## Variantes en otros idiomas
| Idioma   | Traducción | Idioma  | Traducción   |
| Catalán  | Coloma     | Francés | Colombe      |
| Italiano | Colomba    | Inglés  | Pigeon, Dove |
| Euskera  | Uxoa, Usoa | gallego | Pomba        |

## Santo
- 15 de agosto: Nuestra Señora de la Paloma.

- Datos: Q2017939
- Multimedia: Paloma (given name) / Q2017939